# Alnus paniculata
Alnus paniculata — вид квіткових рослин з родини березових. Поширення: Корея.